# Sony

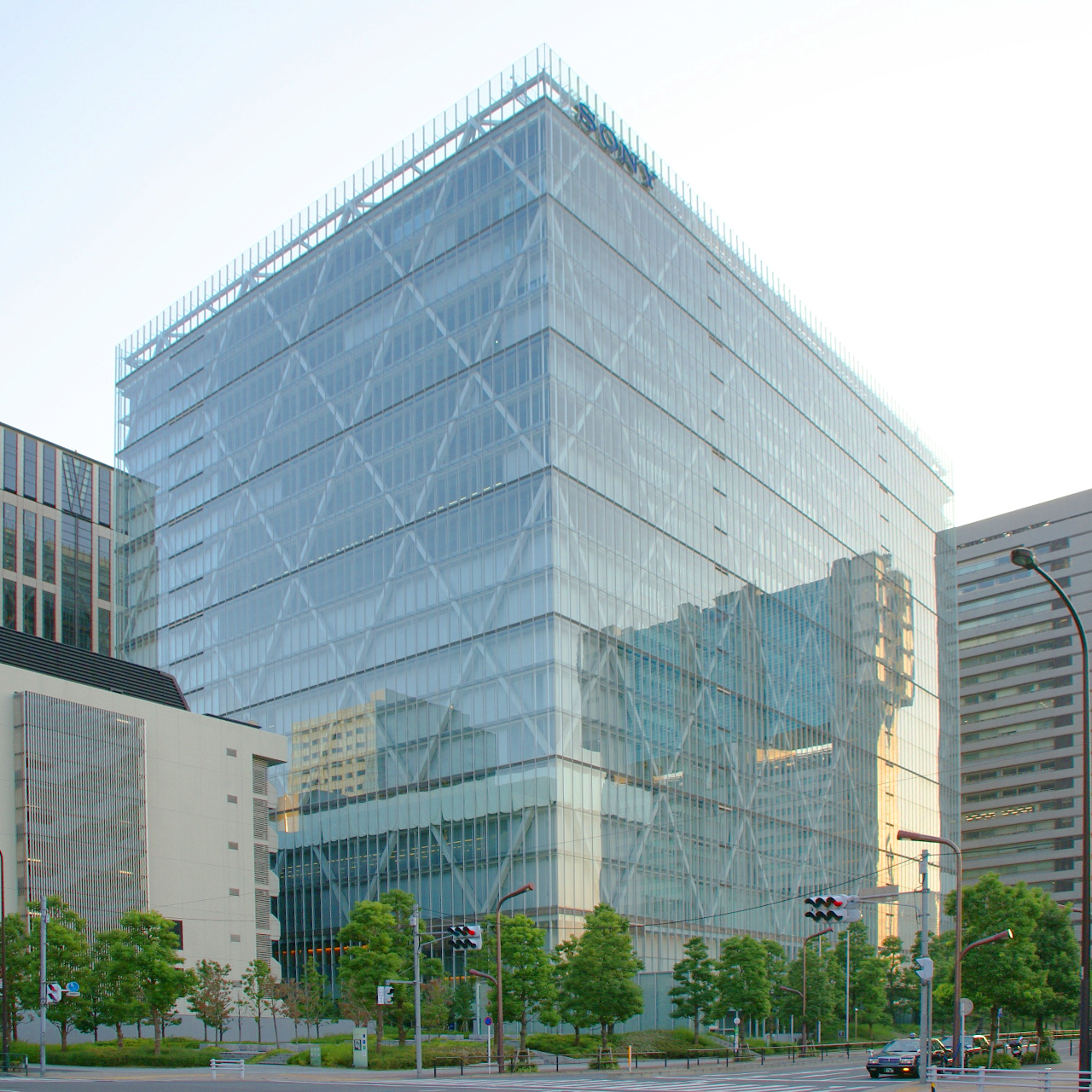
Unternehmenssitz in Tokio

Sony (jap. ソニー株式会社, Sonī Kabushiki-gaisha) ist nach Hitachi und Panasonic der drittgrößte japanische Elektronikkonzern, mit Sitz im Tokioter Bezirk Minato. Kerngeschäft sind die PlayStation, CMOS-Bildsensoren, das Musik- und Filmgeschäft sowie die Unterhaltungselektronik.

## Geschichte

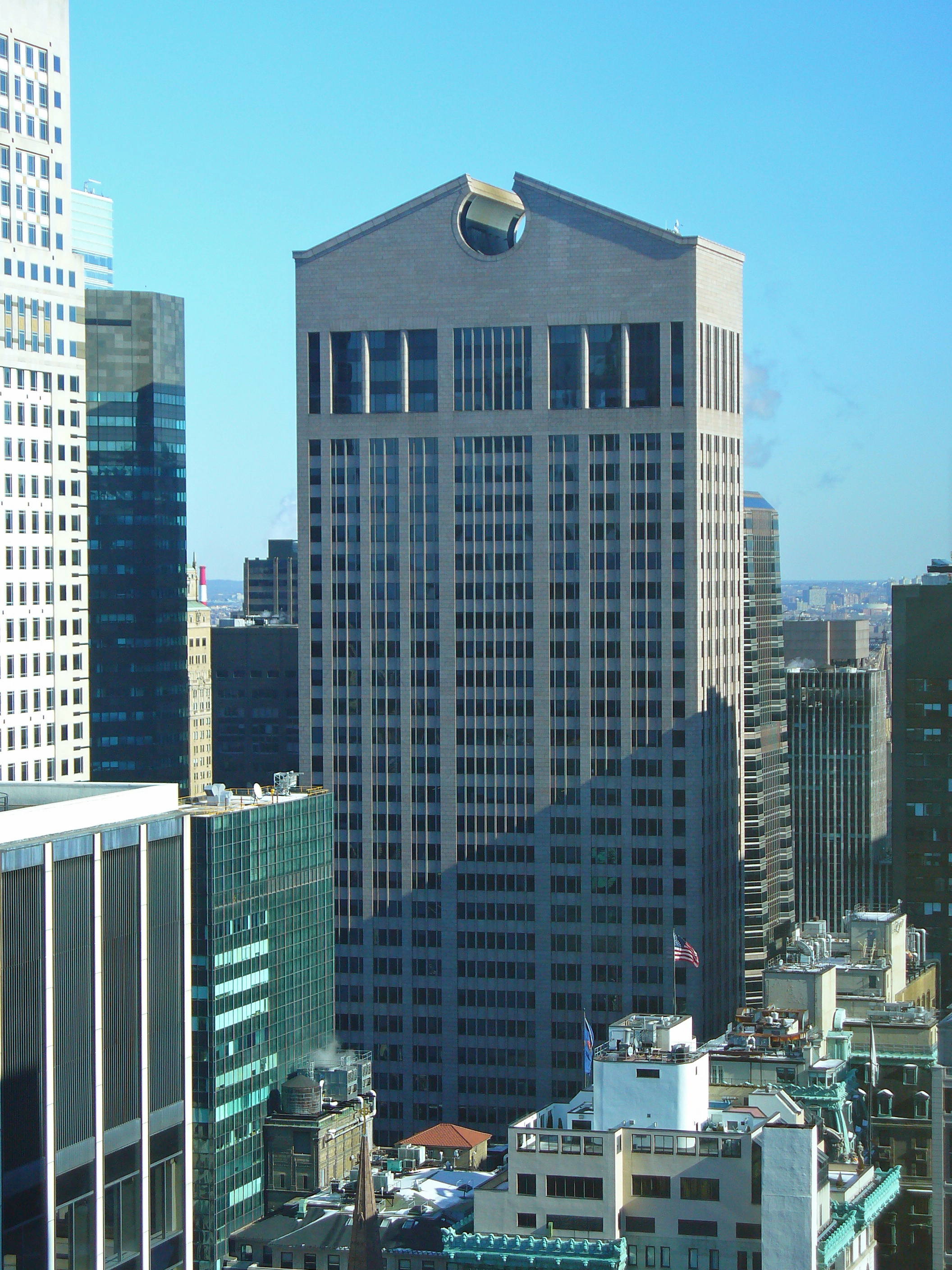
550 Madison Avenue (ehemals Sony Building) in New York City

Das Unternehmen wurde am 7. Mai 1946 von Akio Morita und Masaru Ibuka als Tōkyō Tsūshin Kōgyō K.K. (dt. etwa: Tokioter Kommunikationsindustrieunternehmen), abgekürzt Totsuko, im damals fast vollständig kriegszerstörten Tokio gegründet.
Der Sitz des Unternehmens war zuerst das ausgebrannte Kaufhaus Shirokiya im Stadtteil Nihonbashi. Als die Räumlichkeiten nicht mehr zur Verfügung standen, wechselte es als Übergang nach Kichijōji und 1947 letztlich nach Shinagawa.
Ein oft gehörter Gründungsmythos ist, dass Sonys erstes Produkt ein automatischer Reiskocher gewesen sei. Tatsächlich hatte eine von Masaru Ibuka geleitete Vorgängerfirma Tokyo Tsushin Kenkyusho an einem Reiskocher gearbeitet; es gelang aber nicht, einen funktionstüchtigen Prototyp zu entwickeln, so dass die Arbeiten eingestellt wurden.
Der Schwerpunkt war von Anfang an das Entwickeln und Herstellen von Produkten der Unterhaltungselektronik. Der Durchbruch gelang mit dem Erwerb einer Lizenz zur Herstellung von Transistoren von den US-amerikanischen Bell Laboratories. Das Unternehmen brachte daraufhin sein erstes Transistorradio auf den Markt.
Mit Blick auf die geplante internationale Vermarktung seiner Produkte suchte das Unternehmen einen griffigen Markennamen, der zugleich das Logo darstellen und daher kurz sein sollte. Nach langen Überlegungen stieß man auf das lateinische Wort sonus (Klang). Es erinnerte an das damalige auch in Japan gebräuchliche englische Modewort Sonnyboy (gescheiter Junge) und an sunny (heiter). Allerdings bedeutet die japanische Aussprache von sonny so viel wie Geld verlieren. Letztlich strich man ein N und gelangte zu Sony.
Sony war dabei das erste japanische Unternehmen, das sich einen Namen wählte, der in lateinischen Buchstaben geschrieben wurde (was angesichts des verlorenen Krieges gegen die USA zu großen öffentlichen Diskussionen führte).
Ab 1955 wurde der Name als Marke für Produkte genutzt; 1958 wurde die ganze Firma in Sony umbenannt.
Im Jahr 1975 stieg Sony in einem Joint-Venture zusammen mit der Union Carbide Company in die Batterie-Technik ein.
Im August 1981 stellte Sony-Chef Akio Morita die erste filmlose Magnetkamera unter der Bezeichnung Mavica vor.
Ein besonderer Schwerpunkt war die Miniaturisierung der Geräte. In den 1990er Jahren brachte Sony jährlich etwa 500 neue Produkte auf den Markt.
Im Jahr 2007 verlegte das Unternehmen seinen Sitz nach Minato.
Im September 2012 unterstützte Sony Olympus nach einem Bilanzskandal mit etwa einer halben Milliarde Euro und erlangte damit einen Stimmrechtsanteil von 11,46 %.
Anfang Februar 2014 kündigte Sony an, aufgrund der schwachen Umsatzzahlen seine PC-Sparte zusammen mit der Marke VAIO bis März 2014 an das Unternehmen Japan Industrial Partners zu verkaufen. Das Fernsehgeschäft solle in ein neues Unternehmen ausgegliedert werden. Durch diesen Umbau sollten weltweit etwa 5000 Arbeitsplätze abgebaut werden. Sony wollte sich so in Zukunft auf seine bisherigen umsatzstarken Marken Xperia (Smartphones und Tablets) und PlayStation (Spielkonsolen) konzentrieren. Durch den Verkauf des Geschäfts mit Personal Computern entstand die VAIO Corporation, an der Sony noch mit 5 % beteiligt ist.
2017 verkaufte Sony seine Akku-Sparte für 153 Mio. Euro an Murata Seisakusho. In diesem Bereich hatte Sony (ab dem Jahr 2000) über 1.000 Patente angemeldet und gehörte an der Zahl dieser Patente gemessen zu den ersten zehn.
Im September 2019 verkaufte Sony seinen Olympus-Rest-Anteil von 5 %. Wegen des Brexit verlagerte Sony im selben Jahr seinen Europasitz von London nach Amsterdam.
Nachdem Sony 2020 ein Konzeptfahrzeug vorgestellt hatte, gab es im Januar 2022 auf der Consumer Electronics Show bekannt, Elektroautos marktreif machen zu wollen.

## Produkte

### Audio-Geräte

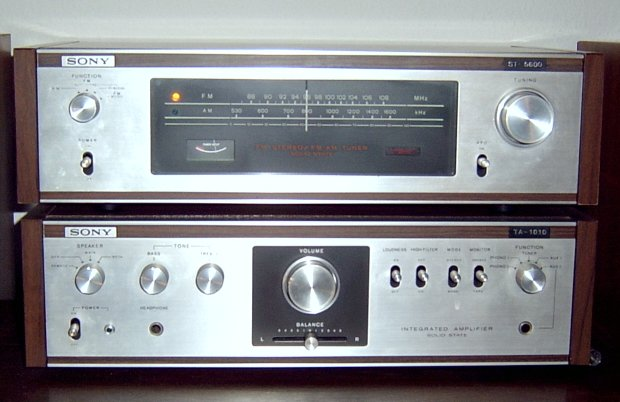
Sony Radio-Tuner ST5600 mit Verstärker TA1010 (ab 1970)

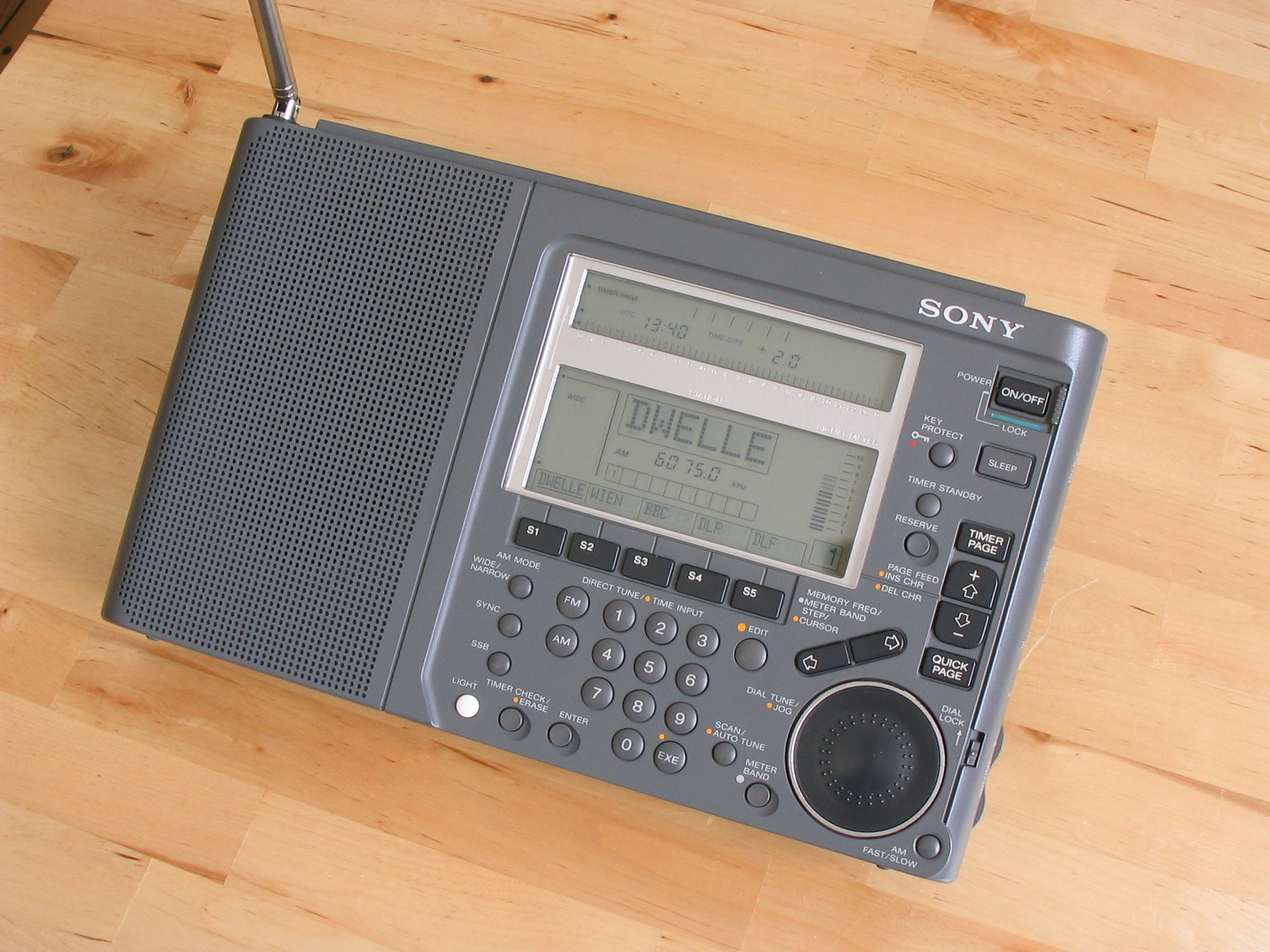
Sony-Weltempfänger ICF-SW77

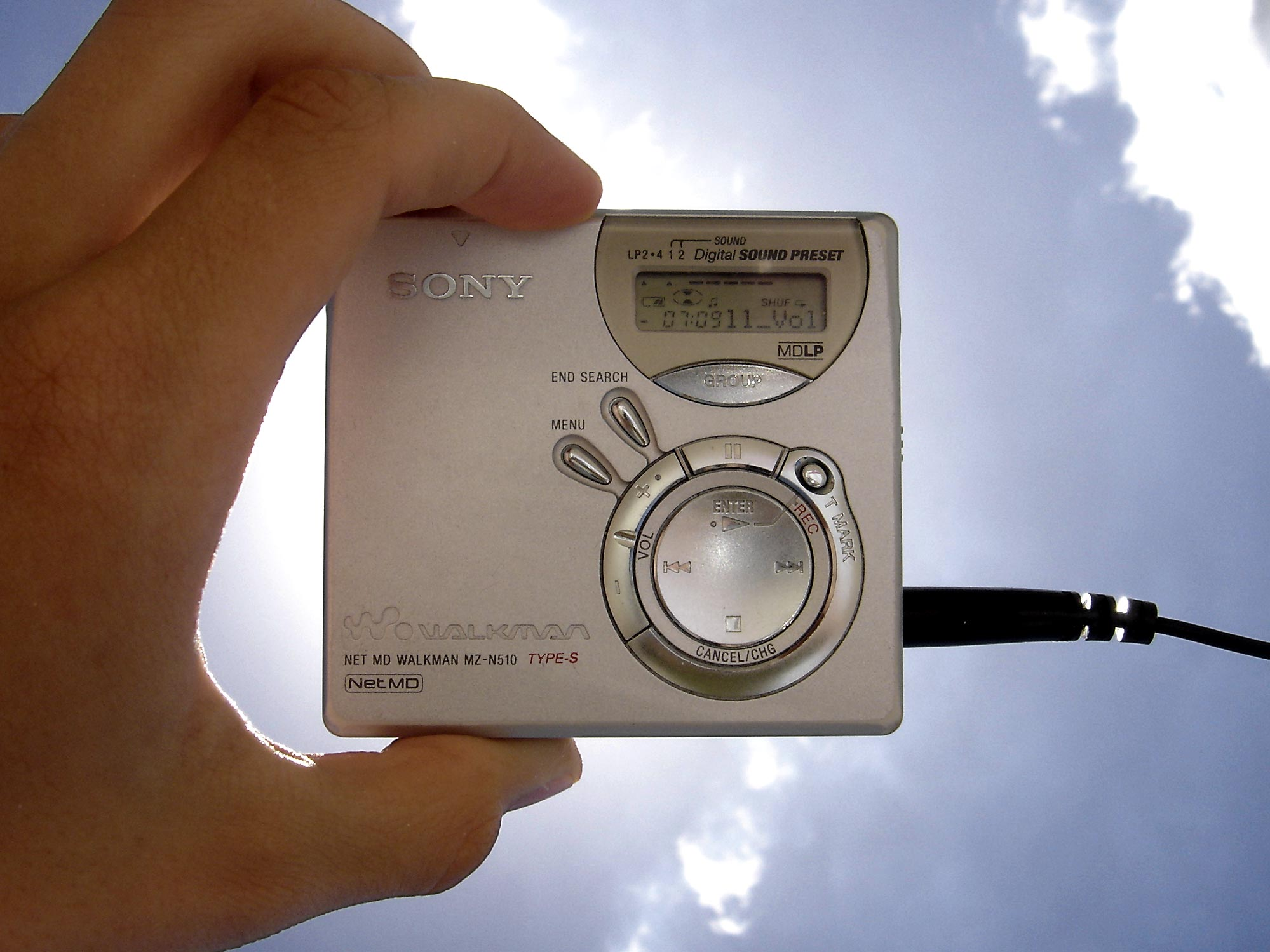
MiniDisc-Spieler

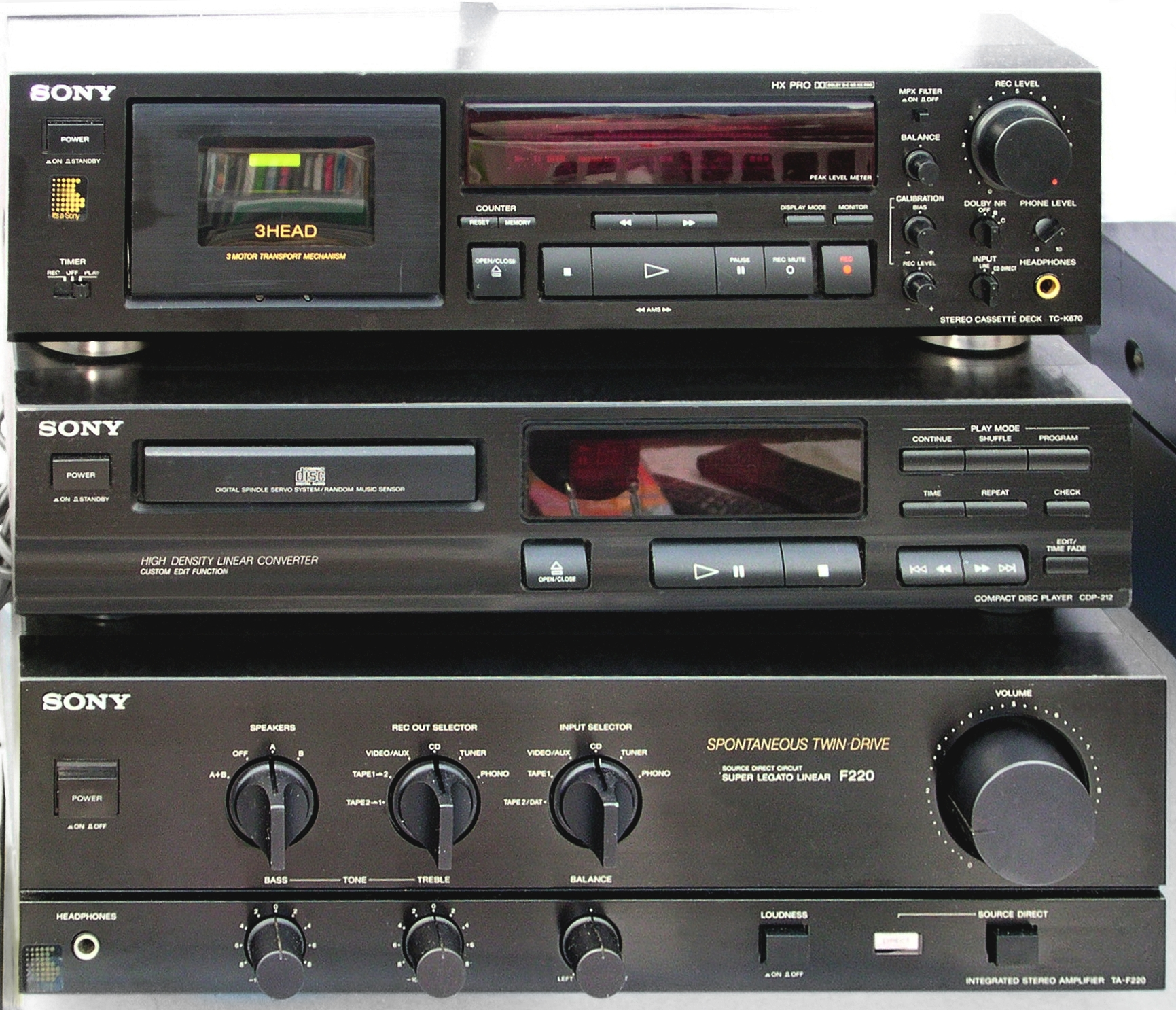
Sony-Kassettendeck, CD-Player und Verstärker (etwa 1992)

In den 1950er Jahren entwickelte Sony als eines der ersten Unternehmen ein Radio mit Transistoren, das Sony TR-55 (1955). Morita kaufte damals in den USA für 1000 US-Dollar die Rechte.
Mit dem TPS-L2 entwickelte Sony 1979 den ersten Walkman – einen kleinen, tragbaren Kassettenspieler. An dem Begriff Walkman hält Sony bis heute das Markenrecht. Eine Ausnahme bildet Österreich, dort wurde Sony dieses Markenrecht im Juni 2002 vom Obersten Gerichtshof entzogen. 2004 räumte Sony ein, dass der Walkman die Erfindung des Deutschen Andreas Pavel war, der schon zwei Jahre vor den Japanern ein dem Walkman sehr ähnliches Gerät namens Stereobelt patentieren ließ.
Im Jahr 1983 brachte Philips (in Zusammenarbeit mit Sony) die Compact Disc (CD) heraus; Sony produziert bis heute auch CD-Spieler. Die mobilen Abspielgeräte wurden zunächst in Anlehnung an den Walkman Discman genannt, seit 1999 werden sie als CD Walkman bezeichnet.
Als digitaler Nachfolger der Musikkassette (MC) wurde von Sony in den 1990er Jahren die MiniDisc (MD) entwickelt. Vor allem im asiatischen Raum fand die MiniDisc große Verbreitung. In Deutschland setzte sie sich jedoch wegen teurer Lizenzgebühren und aufwendiger Kopierschutzmechanismen nicht durch. Aufgrund der geringen Größe der Geräte und der Robustheit der Medien waren die MD als mobiler Musikdatenträger zeitweise einigermaßen beliebt. Insbesondere Presse und Rundfunk schätzten sie sehr für Interviews wegen der damit unkompliziert und qualitativ sehr hochwertig möglichen Mikrofonaufnahmen. Auch die langen Akkumulator-Laufzeiten der MD-Geräte halten das Format bis heute am Leben. Sie erreichen bei manchen Modellen bis zu 135 Stunden.
Das von Sony und Philips 1998 entwickelte SACD-Format konnte sich am Markt nicht durchsetzen.
Zum 1. Oktober 2002 wurde der japanische Mitbewerber Aiwa zu 100 % von Sony übernommen.

### Video und Fernseher

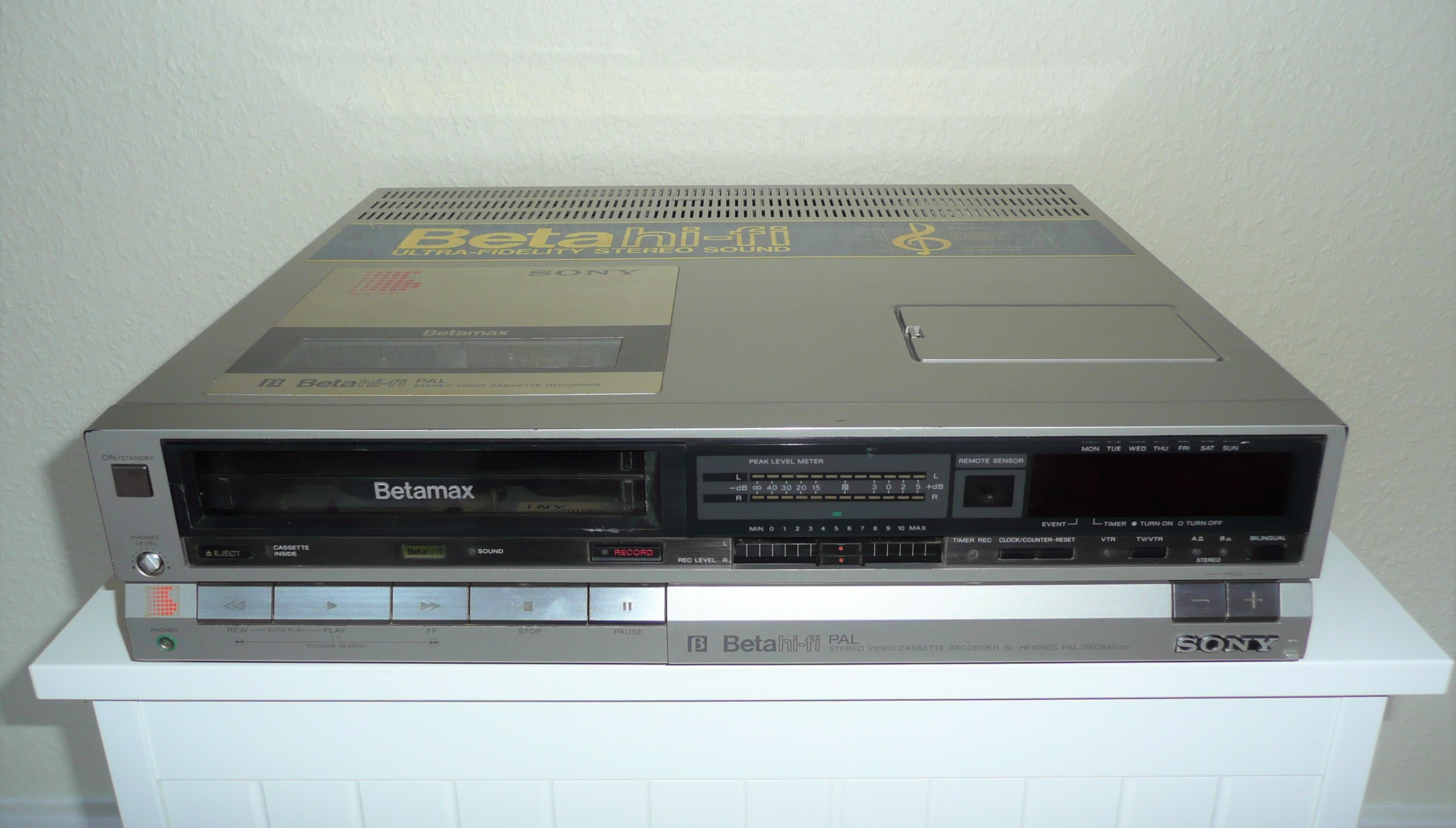
Späterer Betamax-Videorekorder SL-HF100

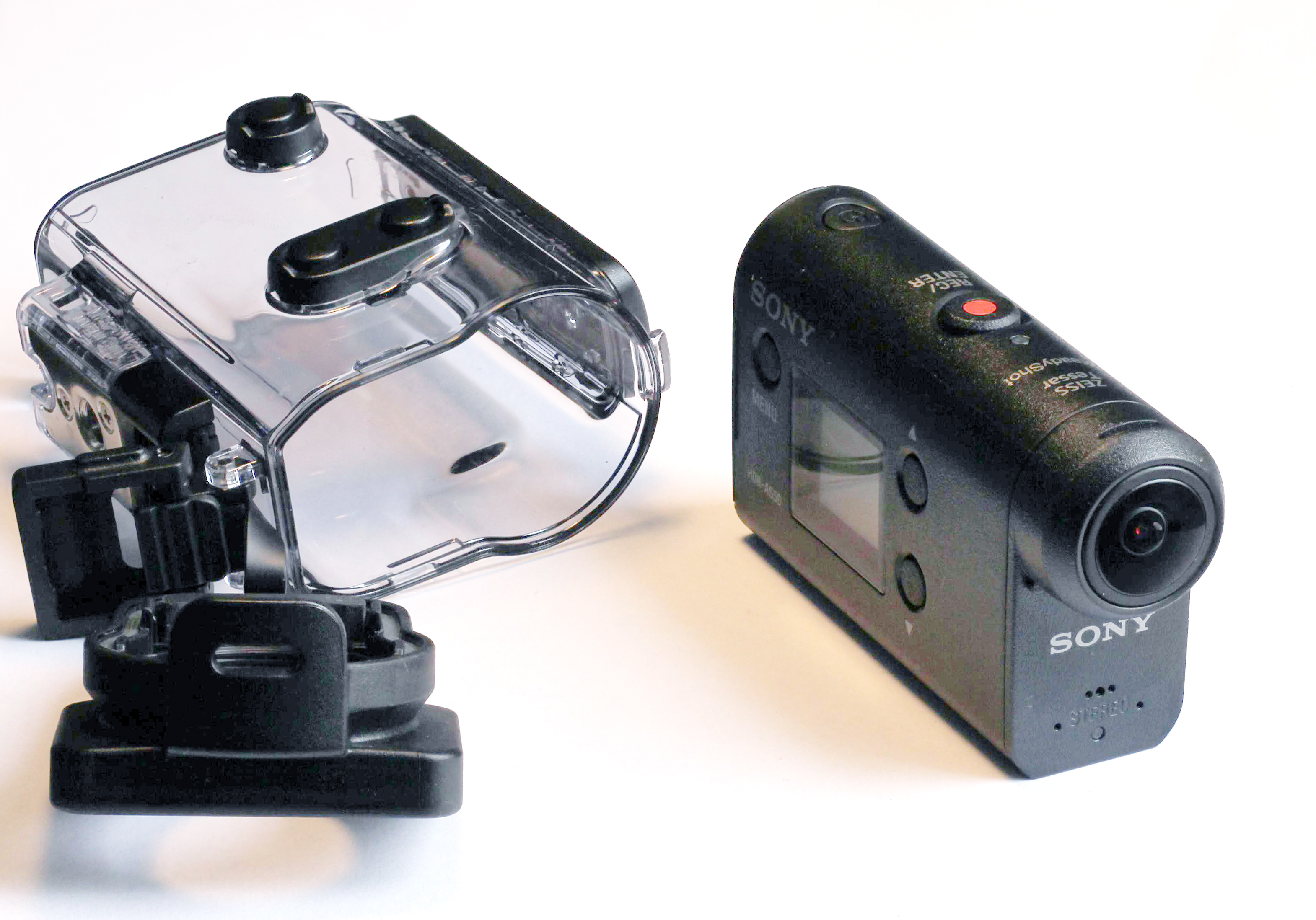
Action-Camcorder mit Unterwassergehäuse

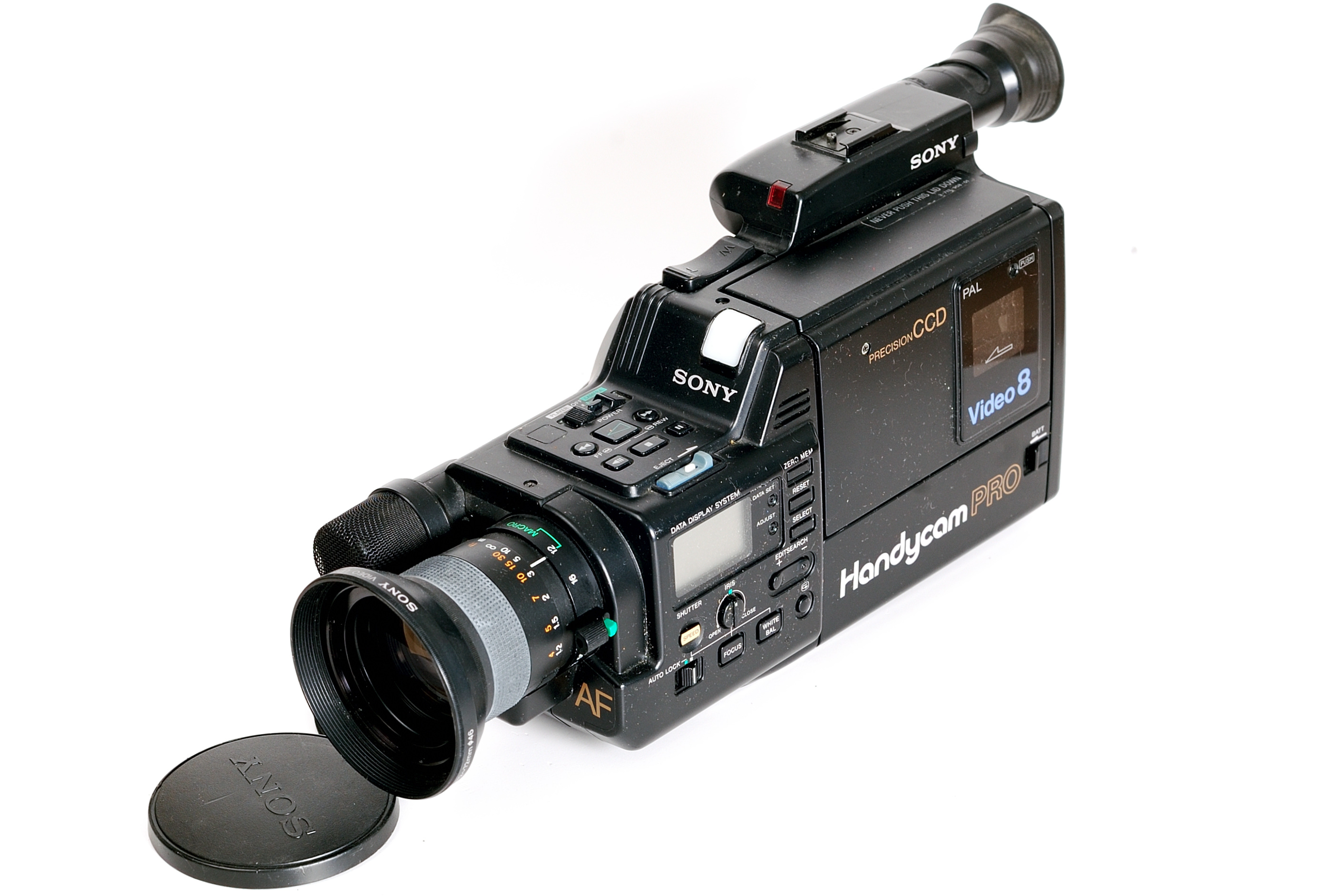
Sony HandyCam Pro CCD-V90E

1960 brachte Sony mit dem TV-8-301 den ersten tragbaren Transistorfernseher auf den Markt.
Die von Sony entwickelten und im Oktober 1968 auf den Markt gebrachten Trinitron-Farbbildröhren wurden auch im professionellen Bereich und in Computermonitoren eingesetzt.
Sie wurden von LCD-, LED- und Plasma-Fernsehern vom Markt verdrängt.
Eine weitere Entwicklung war das Videoaufnahmesystem Betamax, das in der zweiten Hälfte der 1970er Jahre auf den Markt kam. Betamax verlor den Formatkrieg gegen das konkurrierende VHS-System (JVC), obwohl es bessere Messwerte erzielte.
Sony verkauft Camcorder und Action-Camcorder für den Unterhaltungsmarkt und professionelle Videokameras. Erst 1988 bot auch Sony VHS-Videorekorder an, deren Technik von Hitachi stammte. Im November 2015 kündigte Sony die Einstellung des Verkaufs der Betamax-Videokassetten zum März 2016 an.
Sony vermarktete ab 1997 Fernseher einige Jahre lang auch unter dem Markennamen WEGA. Bis 2003 wurden weltweit über 40 Millionen dieser Fernsehgeräte verkauft. Seit 2005 werden vorrangig LCD-Flachbildfernseher mit der Fernsehnorm HDTV und Projektoren, die Produkteigenentwicklungen sind, unter der Bezeichnung BRAVIA vertrieben.
Die nach den Normen HDCAM, XDCAM sowie SRX-4K arbeitenden Projektoren, welche die kinotypischen Bildwiederholrate von 24 Bildern pro Sekunde verarbeiten können, werden unter der Bezeichnung Cinealta vermarktet. 2008 stellte Sony auf der Internationalen Funkausstellung Berlin (IFA) die 200-Hertz-Technologie vor.
Seit 2017 verkauft Sony OLED-Fernseher. Im Januar 2017 wurde der A1E mit einem X1 Extreme Prozessor vorgestellt. Der AF8 mit 4K folgte 2018. Auf der IFA 2018 wurde der AF9 vorgestellt, der eine Schallabstrahlung durch den Bildschirm (Acoustic Surface Audio) hatte. 2019 folgte das Modell AG9 mit einem gegenüber dem AF9 verbesserten Acoustic Surface Audio, das nun auch Dolby Atmos unterstützt.
Auf der CES 2019 stellte Sony erstmals einen 8K-Fernseher vor (ZG9).

### Musik und Film
Zusätzlich zur Unterhaltungselektronik machte sich Sony in den letzten Jahren einen Namen im Film- und Musikgeschäft. Für zwei Milliarden britische Pfund kaufte Sony 1988 das Tonträgerunternehmen CBS Records und alle damit verbundenen Rechte, woraus Sony Music Entertainment (SME) entstand, eine Tochter der Sony Corporation of America (SCA). Dieser Unternehmenszweig fusionierte 2004 mit dem Tonträgerunternehmen Bertelsmann Music Group (BMG), einer Tochter des Bertelsmann-Konzerns. Beide agierten unter dem Namen Sony BMG Music Entertainment, bis BMG sich aus dem Musikgeschäft zurückzog.
Sony erwarb 1989 von The Coca-Cola Company deren Unterhaltungsholdings, darunter das Filmstudio Columbia Pictures. Seither besitzt Sony ein erfolgreiches Hollywood-Studio, das seit 1991 den Kern der SCA-Tochter Sony Pictures Entertainment (SPE) bildet.

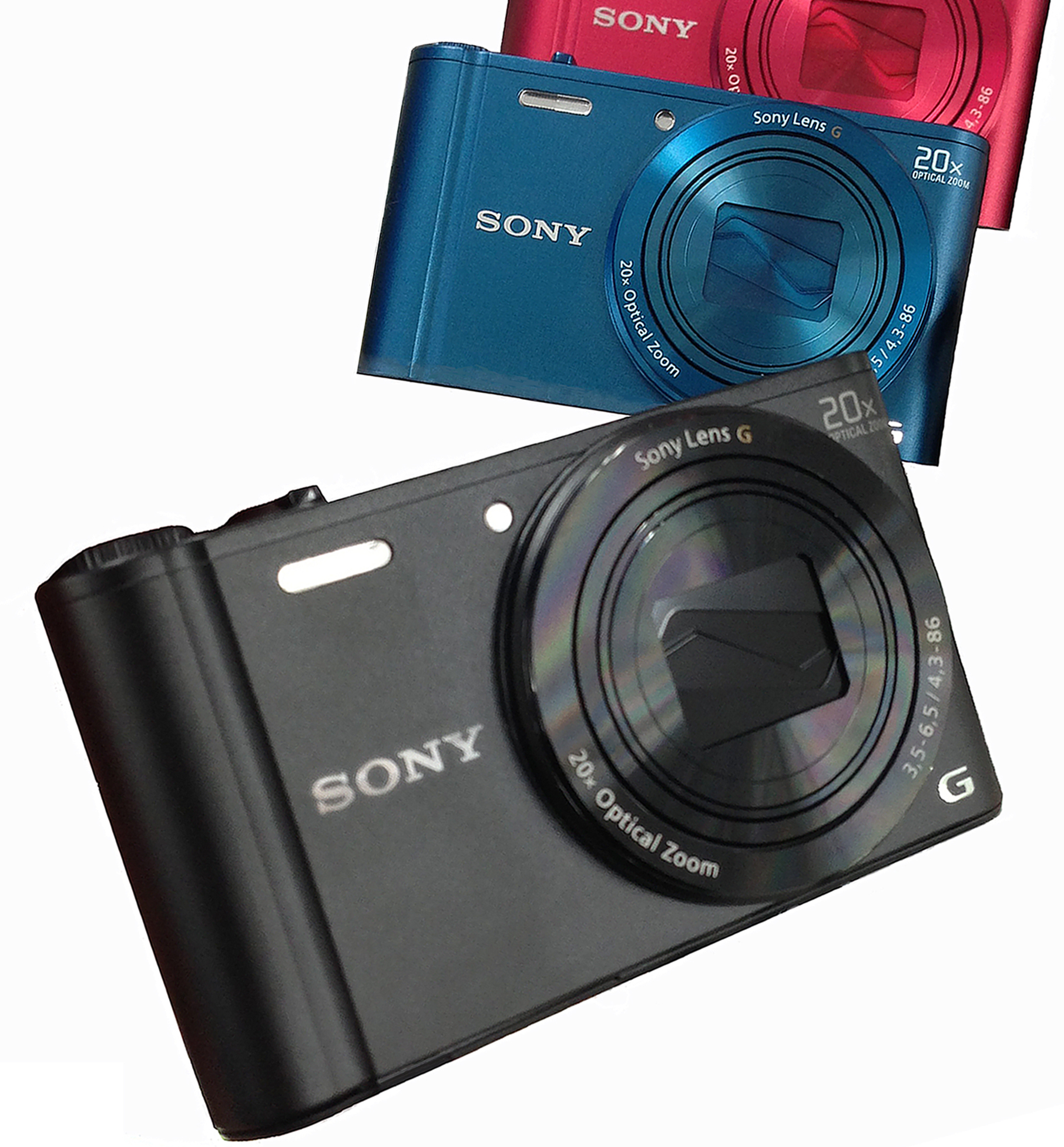
Sony Cyber-shot Digitalkameras

Ein aus vier Investmentgesellschaften unter der Führung von Sony und dem Kabelnetzkonzern Comcast bestehendes Konsortium kaufte 2005 außerdem das Filmstudio Metro-Goldwyn-Mayer und dessen Tochterunternehmen United Artists.

### Digitale Kameras und Bildsensoren

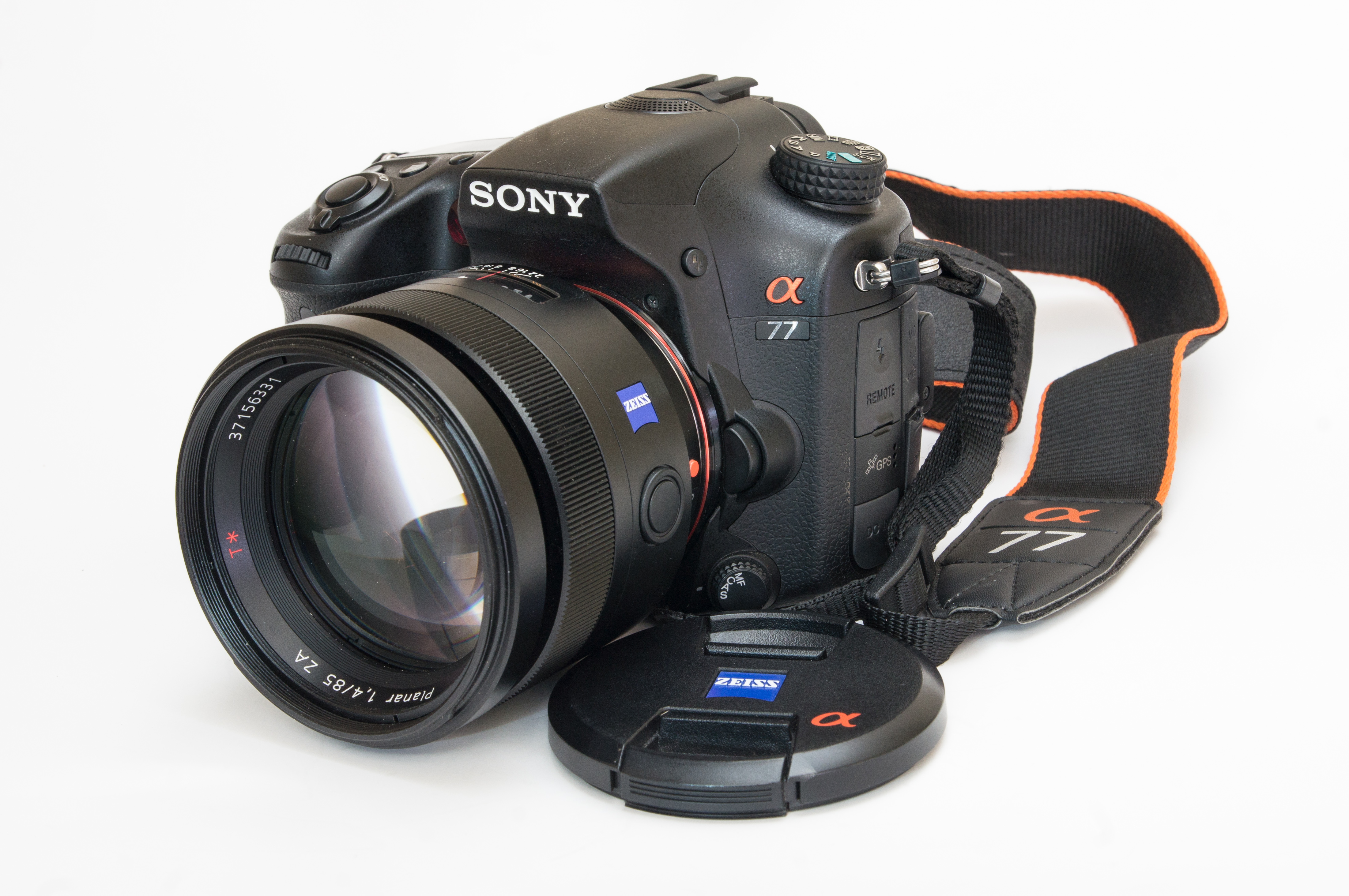
Sony Alpha A77 mit Zeiss-Objektiv

Im August 1981 hatte Sony-Chef Akio Morita die erste filmlose (aber noch analoge) Magnetkamera unter der Bezeichnung Mavica vorgestellt. Bei den Olympischen Spielen in Los Angeles 1984 konnten Sony und Canon bei Bildübertragungsversuchen mit Zeitungsverlagen ordentliche Ergebnisse vorweisen. Seit den 1990er Jahren stellt Sony Digitalkameras in größerer Zahl her. Fast zeitgleich erschienen die Serien Digital Mavica und Cyber-shot. 2002 stellte Sony die Digital-Mavica-Reihe ein. Weiterhin produziert Sony digitale Camcorder unter der Marke Handycam.
Seit 1996 der erste Sony-Camcorder mit einem Zeiss-Objektiv vorgestellt wurde, besteht zwischen beiden Unternehmen eine Partnerschaft. Bis 2009 wurden über 100 Millionen Systeme verkauft.
2005 Sony stellte mit der Cybershot R1 eine digitale Bridgekamera mit 10,2-Megapixelsensor in APS-C-Größe vor.
Neben der Herstellung eigener Kameras ist Sony auch Zulieferer von Bildsensoren für viele weitere Unternehmen. Kehrseite dieser Dominanz  sind zum Beispiel die Rückrufe von Digitalkameras mit Sony-Sensoren (2005: Canon, Fujifilm, Konica Minolta, Nikon, Ricoh, Olympus).
Im Januar 2006 übernahm Sony das Kamerageschäft von Konica Minolta. Im Juni desselben Jahres erschien die weitgehend auf Konica-Minolta-Technik beruhende erste Sony-Spiegelreflex-Kamera Sony Alpha A100. 2013 brachte Sony als erster Anbieter die spiegellose Kamera A7 mit Sensor im Kleinbildformat auf den Markt. 2015 erzielte die Sony Alpha 7 II sehr gute Testergebnisse. Zur Photokina 2018 zogen Canon mit der EOS R und Nikon mit der Z 7 und Z 6 nach. 2019 hat Sony einen weltweiten Marktanteil von 20,2 Prozent, liegt damit vor Nikon; in Japan war Sony Ende 2019 nach Zuwächsen in allen Kamerabereichen Marktführer.
Von 2012 bis 2019 hielt Sony Anteile von Olympus (zu Beginn 11,46 Prozent Stimmrechtsanteil).
Sony Group Corporation ist mit einer Beteiligung von 14,8 Prozent der größte Aktionär des japanischen Kameraobjektiv-Herstellers Tamron.

### PlayStation

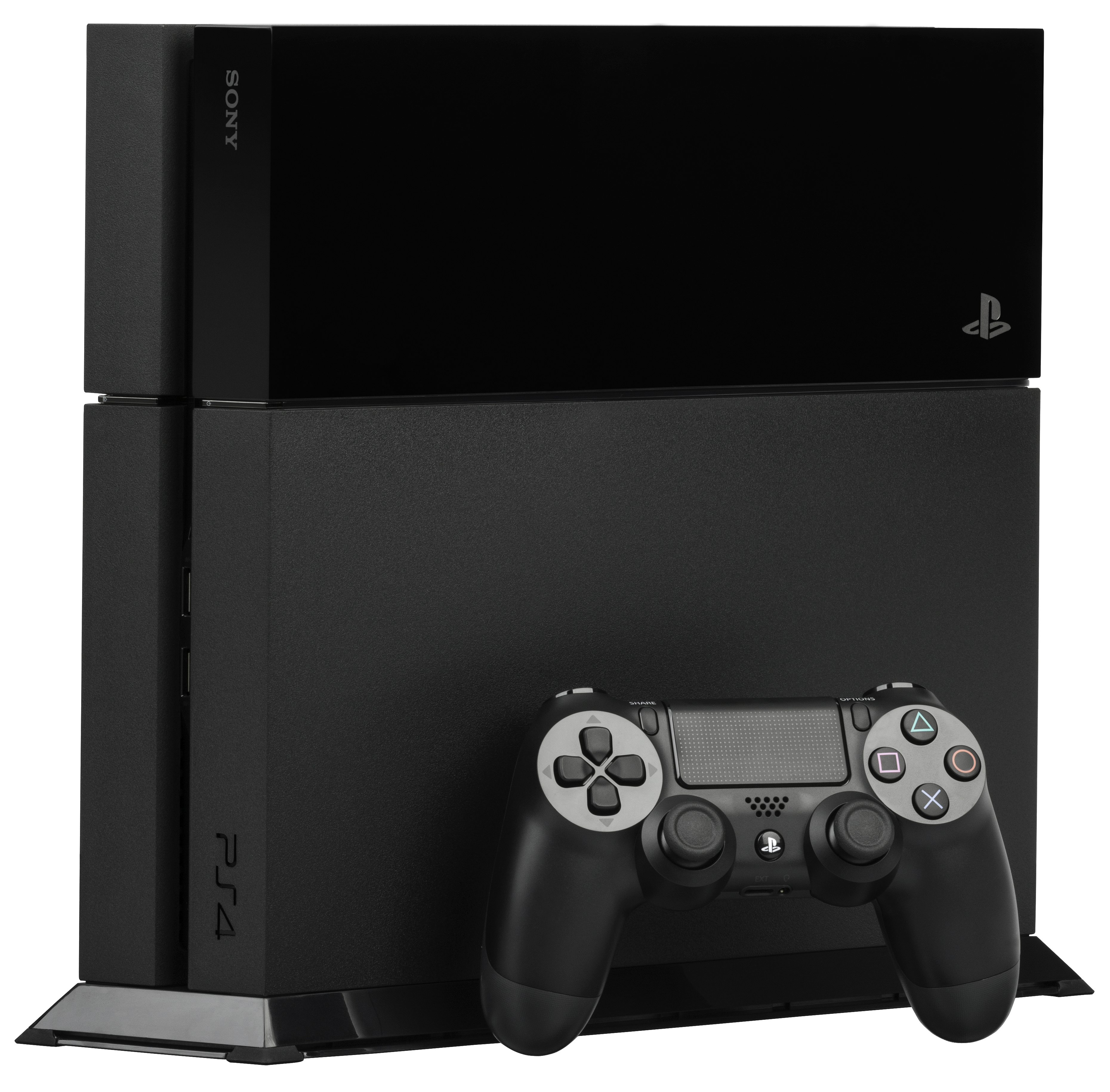
PlayStation 4 mit dazugehörigem Controller

Eines der erfolgreichsten Produkte von Sony sind die PlayStation-Spielkonsolen, die über die Tochtergesellschaft Sony Interactive Entertainment (bis 2016: Sony Computer Entertainment Inc.) produziert und entwickelt werden. Die erste PlayStation kam 1994 in Japan auf den Markt. Die Entwicklung der PlayStation ging ursprünglich aus einer Kooperation mit Nintendo hervor, die zum Ziel hatte, ein CD-Laufwerk für das SNES herzustellen. Nach einem Zerwürfnis mit Nintendo wurde die PlayStation zum eigenständigen Sony-Produkt. Nach vielen Erfolgen mit der PlayStation 2 als bislang weltweit meistverkaufte Spielkonsole hatte Sony Ende 2006 mit starken Verlusten im Konsolenbereich zu kämpfen, da Sony die PlayStation 3 nach dem Release unter den Produktionskosten verkauft hat. Nachdem Sony die 40-GB-Version auf den Markt brachte und sowohl den Preis als auch die Produktionskosten durch neue Bauteile in der Hardware gesenkt hatte, wurden nun schwarze Zahlen geschrieben. Der Erfolg setzte sich mit der im November 2013 erschienenen PlayStation 4 fort. Mit der PlayStation 5 kündigte Sony für den 19. November 2020 in Europa eine neue Konsole der PlayStation-Reihe an.

### Mobiltelefone

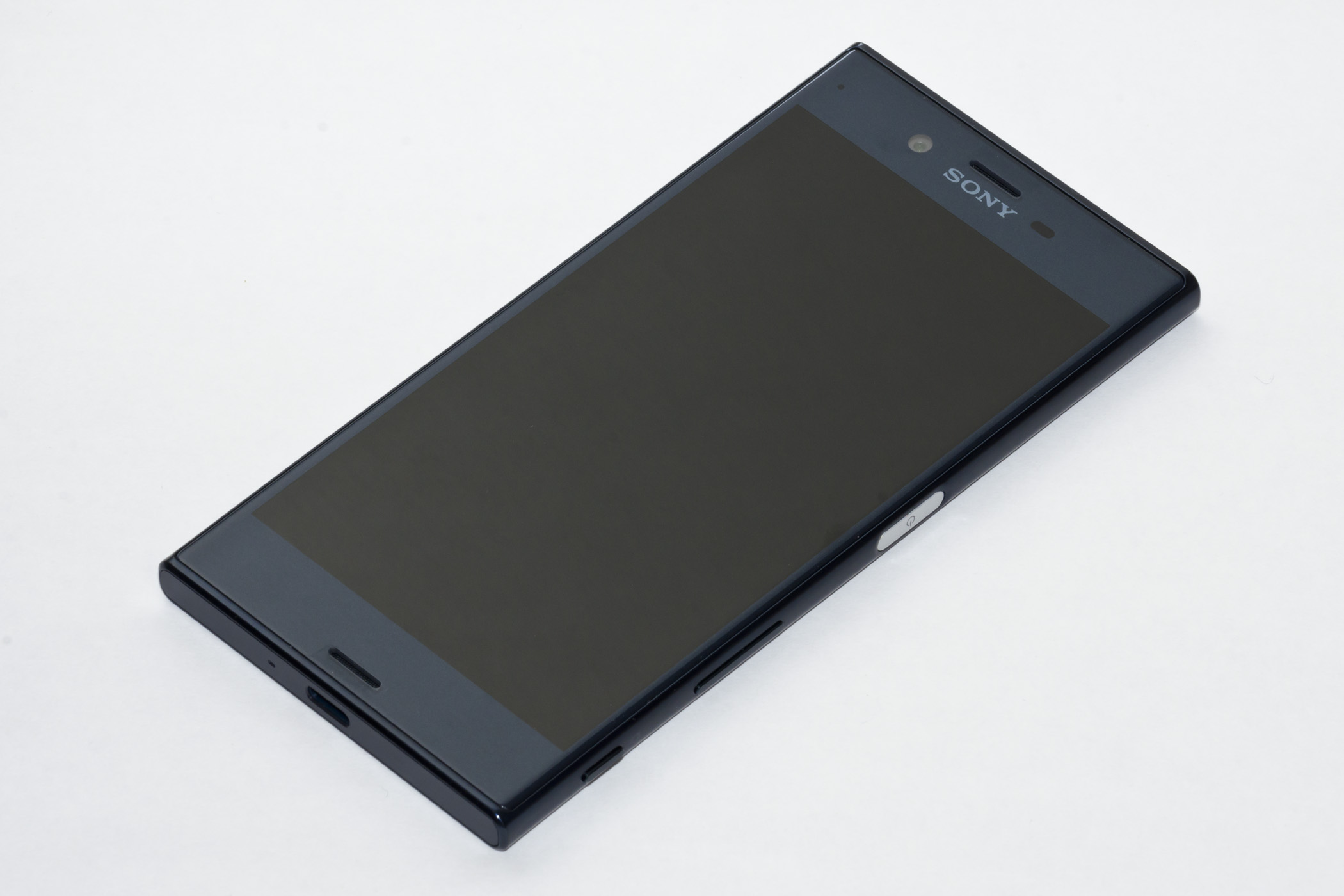
Sony Xperia XZ

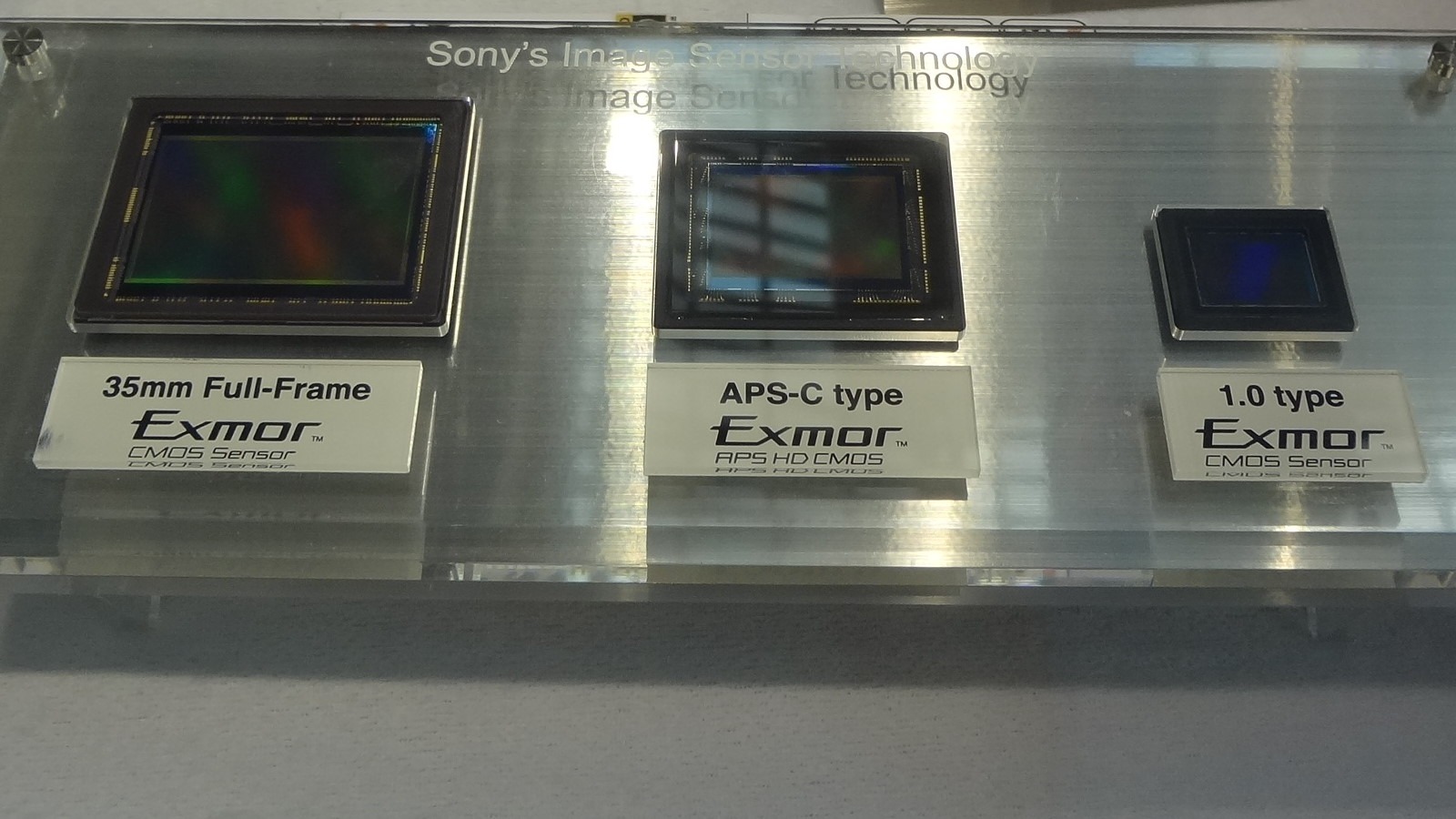
Sony CMOS-Sensoren Exmor

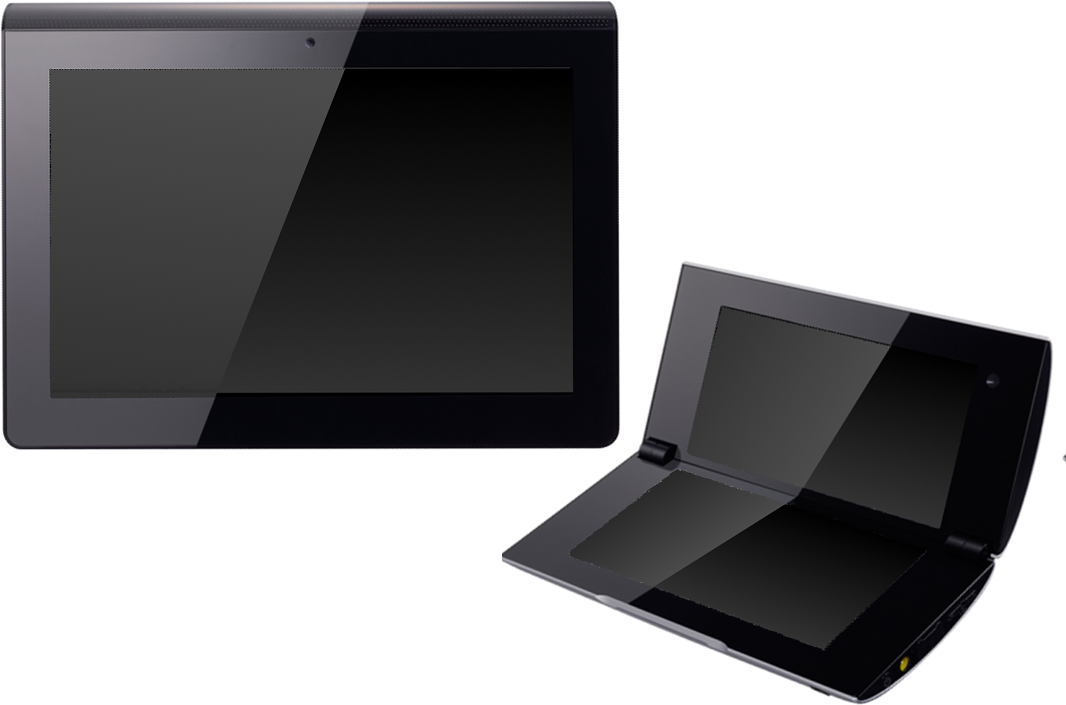
Sony Tablet S (links) und Sony Tablet P (rechts)

Sony begann die Entwicklung seiner Mobiltelefone Mitte der 1990er Jahre in Stuttgart in Zusammenarbeit mit Siemens. Zu Beginn der Zusammenarbeit lieferte Sony lediglich die Akkus, Siemens produzierte die Mobiltelefone für Sony.
Im Jahr 1998 beendete Sony die Zusammenarbeit mit Siemens und baute ein eigenes Entwicklungszentrum mit dem Namen DTCE (Digital Telecommunication Europe) in Dornach bei München auf. Die Mobiltelefone wurden im Sony-Werk im elsässischen Ribeauvillé produziert.
Im August 2001 wurde mit dem schwedischen Telekommunikationskonzern Ericsson ein Abkommen zur Gründung eines Gemeinschaftsunternehmens namens Sony Ericsson unterzeichnet. Das Unternehmen nahm seine Aktivität am 1. Oktober 2001 auf. Wegen finanzieller Schwierigkeiten im Zuge des Joint-Venture wurde die Entwicklung der Mobiltelefone für den CDMA Standard sowie die Standorte in Dornach und in North Carolina zum Ende 2003 aufgegeben. Am Standort Dornach wurde Forschung und Entwicklung eingestellt und es wurden etwa 300 Angestellte entlassen.
Im Jahr 2004 verließ Sony Ericsson den Standort Dornach. Sony Ericsson gehörte Sony und Ericsson zu gleichen Teilen, der schwedische Partner zog sich mit Jahreswechsel 2011/2012 jedoch aus dem Joint Venture zurück.
Im Jahr 2011 stellte Sony ebenfalls die beiden eigenen Tablets „Sony Tablet P“ und „Sony Tablet S“ vor.
Am 29. Februar 2012 wurde zum Abschluss der Integrierung in die Sony-Infrastruktur der Name des nun 100%igen Tochterunternehmens von „Sony Ericsson Mobile Communications AB“ in „Sony Mobile Communications AB“ geändert. Seitdem werden jegliche Smartphones unter der Marke Sony vertrieben, der Unternehmensstandort befindet sich in Lund (Schweden). Als Besonderheit der Übernahme gilt, dass von den Smartphones Xperia S sowie Xperia ion sowohl Modelle mit der alten Marke Sony Ericsson als auch solche mit dem Logo Sony existieren.
Auf der Internationalen Funkausstellung Berlin 2012 hatte Sony den Nachfolger des Sony Tablet S angekündigt und erklärt, dass die Sony-Tablets zukünftig unter dem Dach der Sony Mobile Communications vertrieben werden. Das Sony Xperia Tablet S ist das erste mit der Marke Xperia.

### Andere Produkte

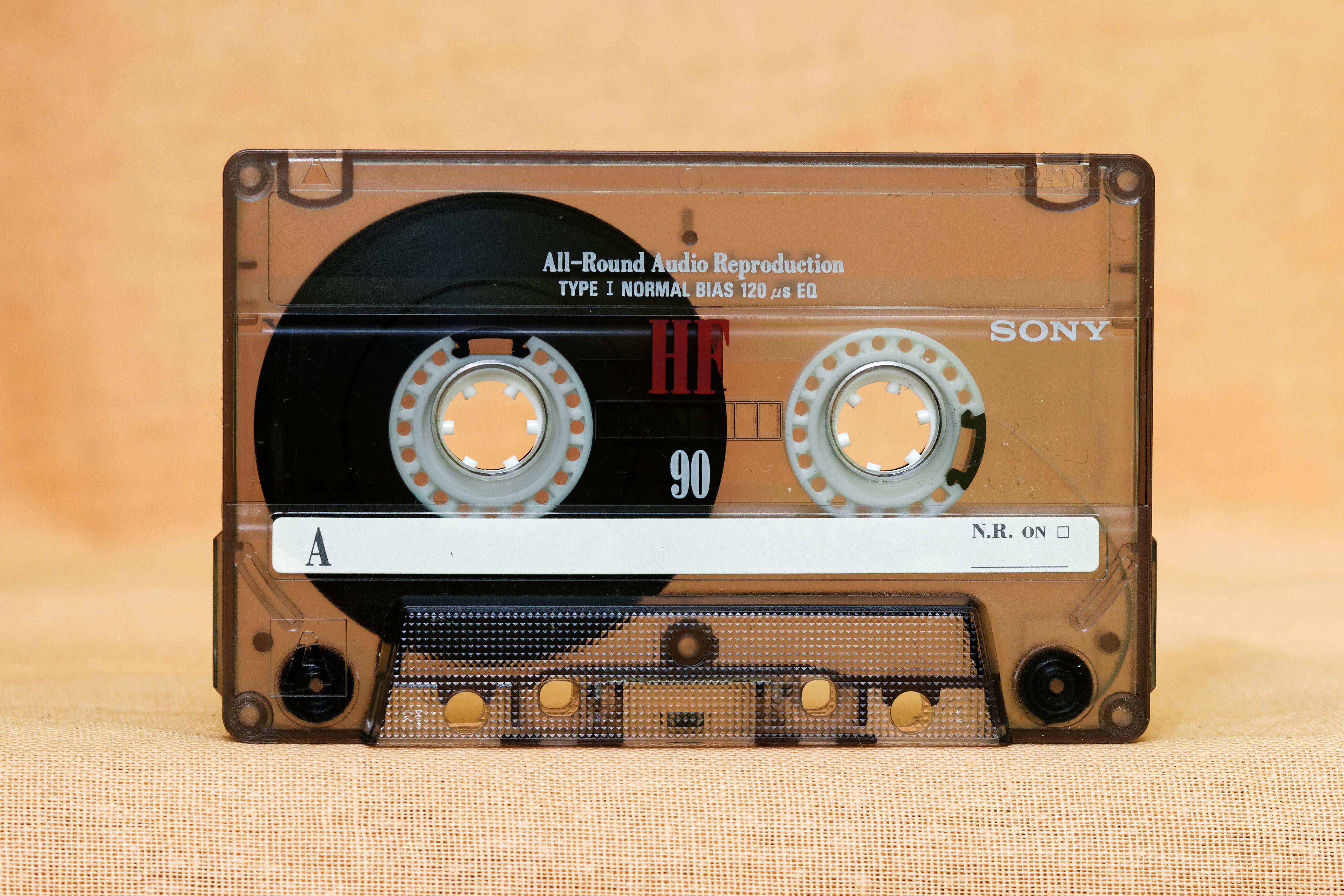
Sony HF-Kassette

Sony versuchte immer wieder, eigene Standards zu etablieren, um dadurch die eigene Marktposition auszubauen. Zu nennen sind unter anderem der Memory Stick (ein Flash-Speicher für Digitalkameras) sowie die in den Sony-Digitalkameras verwendeten Akkus, die über spezielle Mikrocontroller verfügten und so den Austausch oder Nachbau anfangs erfolgreich verhinderten.
Optische Speichermedien (CD, DVD, BD) werden von Sony DADC hergestellt. Weltweit betreibt DADC rund ein Dutzend Produktionswerke und ein Dutzend weiterer Distributionsstandorte. Hauptsitz für die internationalen Aktivitäten (ohne USA) von Sony DADC ist das Werk in Anif in Österreich, das auch die Region Europa betreut; US-Stammsitz ist das 1983 in Terre Haute eröffnete Werk. Neben Drittkunden betreut Sony DADC insbesondere auch die Produkte der konzerneigenen Schwesterunternehmen SME, SPE und SCE.
Der Sony Reader, ein E-Book-Lesegerät, ist das Nachfolgegerät des in Japan verbreiteten LIBRIé.
Mit seinen Akkus ist Sony auch Zulieferer für viele weitere Unternehmen. Kehrseite dieser Dominanz sind auch in diesem Bereich beispielsweise die Rückrufe von Notebook-Akkus (2006: Dell, Apple, Toshiba, IBM, Lenovo).
Weitere Produkte waren der künstliche Roboter-Hund Aibo (1999–2006) und der humanoide Roboter Qrio, der aber nicht mehr in den Verkauf kam,  die Vaio-PCs (beispielsweise Laufwerke von Hitachi) sowie die auf Palm OS basierenden Clié-PDAs, wobei diese bereits eingestellt wurden. Am 6. Februar 2014 gab Sony bekannt, vorübergehend keine neuen Modelle mehr von Vaio auf den Markt zu bringen.

#### Konzeptfahrzeuge 2020, 2022 und 2023
Im Rahmen der Consumer Electronics Show in Las Vegas präsentierte das Unternehmen im Januar 2020 das batterieelektrisch angetriebene Konzeptfahrzeug Vision-S. Dieses veranschaulicht, wie die Informationen verschiedener Sensoren aufeinander abgestimmt sind, sodass ein weiterer Schritt in Richtung Autonomes Fahren gelingen soll. Das Fahrzeug basiert auf einer eigens entwickelten Plattform, an der unter anderem Magna Steyr, Bosch, Continental und ZF Friedrichshafen beteiligt waren. Den Antrieb übernehmen zwei Elektromotoren mit jeweils 200 kW (272 PS). Auf 100 km/h soll das Fahrzeug in 4,8 Sekunden beschleunigen, die Höchstgeschwindigkeit gibt der Hersteller mit 240 km/h an. Ob die Limousine in Serie produziert werden wird, ließ Sony zunächst offen. Im Januar 2022 gab Sony auf der CES bekannt, Elektroautos marktreif machen zu wollen. Zudem wurde das Elektro-SUV Vision-S 2.0 als zweiter Prototyp auf derselben Plattform wie das erste Konzeptfahrzeug vorgestellt.
Zusammen mit Honda wurde auf der CES im Januar 2023 die Marke Afeela vorgestellt, unter der ab 2026 gemeinsam Elektrofahrzeuge vermarktet werden sollen. Zudem stellte man eine Weiterentwicklung des Vision-S vor. Für Mitte 2026 ist die Markteinführung des Serienfahrzeugs Afeela 1 geplant. Hierfür wurde auf der CES im Januar 2025 ein seriennahes Modell gezeigt.

## Aktionäre
(Stand: 31. März 2022)
|    | Name                                                       | Anzahl der gehaltenen Aktien (in Tausender) | Prozent an gehaltenen Aktien |
| -- | ---------------------------------------------------------- | ------------------------------------------- | ---------------------------- |
| 1  | The Master Trust Bank of Japan, Ltd. (Trust Account)       | 220,823                                     | 17.9%                        |
| 2  | Citibank as Depositary Bank for Depositary Receipt Holders | 119,549                                     | 9.7%                         |
| 3  | Custody Bank of Japan, Ltd. (Trust Account)                | 76,373                                      | 6.2%                         |
| 4  | JPMorgan Chase Bank 385632                                 | 23,951                                      | 1.9%                         |
| 5  | State Street Bank West Client – Treaty 505234              | 20,822                                      | 1.7%                         |
| 6  | Ssbtc Client Omnibus Account                               | 19,740                                      | 1.6%                         |
| 7  | Government of Norway                                       | 19,232                                      | 1.6%                         |
| 8  | JPMorgan Chase Bank 385781                                 | 16,097                                      | 1,3%                         |
| 9  | Ssbtc Client Omnibus Account (Note 3)                      | 15,372                                      | 1.2%                         |
| 10 | GIC Private Limited – C                                    | 15,323                                      | 1.2%                         |

## Präsenz
In den Ausstellungsräumen im Tokioter Sony Building in der Nähe von Ginza kann man die Produktpalette von Sony kennenlernen und teilweise auch ausprobieren.

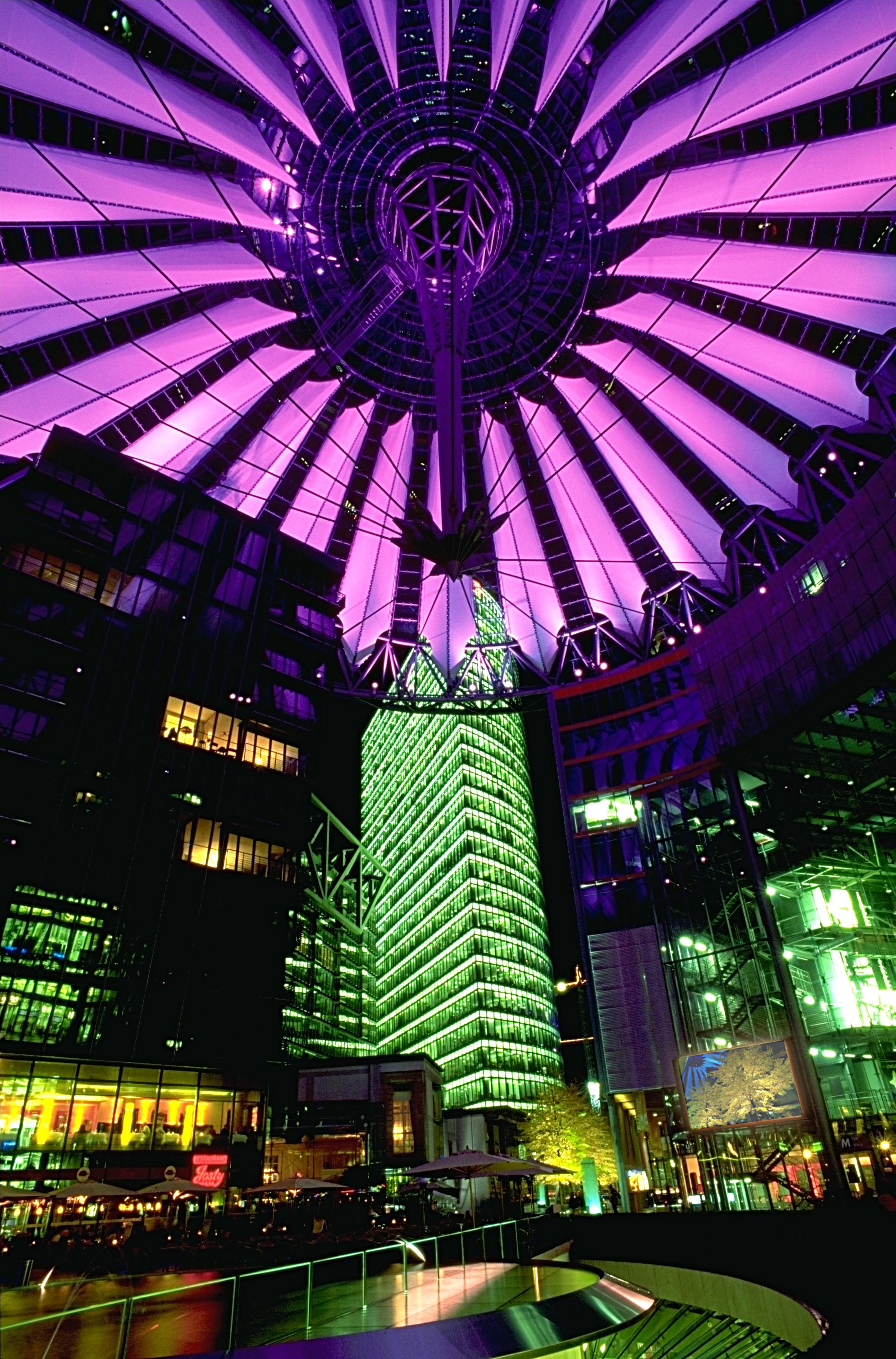
Blick aus dem Inneren des Sony Centers in Berlin

In Deutschland ist Sony mit einem Forschungszentrum in Stuttgart-Wangen (ehemals Sony-Wega in Fellbach) sowie mit einer Vertriebs- und Marketingzentrale vertreten, die von Juli 2006 bis Mitte 2007 von Köln nach Berlin verlagert wurde.
Die Europazentrale des Konzerns befindet sich in Amsterdam.

## Hacker-Angriffe 2011
2011 kam es zu einer ganzen Welle von Hacker-Angriffen auf das Unternehmen und seine Tochterfirmen. Mehrfach wurden Millionen Kundendaten von den Servern kopiert und teilweise veröffentlicht. Das Unternehmen musste zeitweise einige seiner Angebote ganz abschalten, unter anderem das PlayStation Network (PSN). Medienberichten zufolge waren von der Datenpanne mehrere Millionen Kunden von Sonys Onlinediensten Qriocity, PlayStation Network und Online Entertainment betroffen, von denen Benutzername, Postanschrift und E-Mail-Adresse, teilweise Bankkontodaten in mehreren Angriffen kopiert und gespeichert wurden. Im Nachhinein richtete Sony eine Hotline für Betroffene ein und gab kostenpflichtige Download-Angebote für Sonys Spielekonsolen PlayStation 3 und PlayStation Portable als Entschädigung kostenlos zum Download frei. Nach den Angriffen bekannte sich Anonymous in ihrem News-Blog zu den Attacken auf Sony.